# 荔湖街道
荔湖街道是中国广东省广州市所辖的一个街道。2019年7月，以荔城街道原管辖的罗岗、明星、光明、太平、五一、西瓜岭、三联等7个村委会和雁塔社区居委会区域为荔湖街道行政管辖范围。荔湖街道办事处驻荔湖大道91号。 
2019年9月2日，增城区部分镇街行政区划调整后的荔湖街道正式揭牌成立。
2020年6月，荔湖社区更名为清燕社区，原雁塔社区更名为荔湖社区。

## 行政区划
罗岗、明星、光明、太平、五一、三联、西瓜岭等7个村委会和清燕、荔湖等2个社区居委会

## 人口
常住人口约8.4万人，其中户籍人口3.4万人，外来人口约5万人。